# Argentina Brunetti
Argentina Ferraù, coniugata Brunetti (Buenos Aires, 31 agosto 1907 – Roma, 20 dicembre 2005), è stata un'attrice argentina naturalizzata italiana.

## Biografia
Figlia dell'attrice siciliana Mimì Aguglia, calcò le scene teatrali sin all'età di tre anni, esibendosi sui palcoscenici d'Europa, Nord e Sud America. Con il primo contratto, siglato a Hollywood nel 1937 con la Metro-Goldwyn-Mayer, iniziò la sua carriera cinematografica che la vide dapprima come doppiatrice italiana delle attrici Jeanette MacDonald e Norma Shearer.
Durante la seconda guerra mondiale intervistò numerose star di Hollywood per la trasmissione radiofonica La voce d'America. Nel 1946 iniziò la sua vera carriera di attrice cinematografica con il film La vita è meravigliosa di Frank Capra e, da allora,  prese parte a cinquantasette programmi televisivi e sessantotto film. Autrice e conduttrice di show radiofonici, scrisse testi di canzoni e articoli sui personaggi di Hollywood e, nel suo percorso artistico, fu autrice di libri di testo universitari.
Nel 2004 si trasferì a Roma per riunirsi con suo figlio e sua nuora, coinvolgendoli nella stesura di un weblog settimanale sulle memorie di Hollywood e sul mondo del cinema di cui fu protagonista in prima persona. Completò il suo romanzo-biografia, In compagnia siciliana, pubblicato negli Stati Uniti, e iniziò a lavorare ad un altro libro dal titolo Prigionieri del passato, rimasto incompiuto. Le è stato dedicato un documentario televisivo biografico e ha rilasciato una serie di interviste per la radio, prodotte da RAI International.
Membro dell'Associazione della Stampa Estera (HFPA), della Screen Actors Guild (SAG), dell'American Federation of Television and Radio Artists (AFTRA) e dell'Academy of Motion Picture Arts and Sciences (AMPAS), ricevette numerosi premi sia come attrice che come giornalista, non ultimo il titolo di Cavaliere della Repubblica Italiana, conferitole per il suo contributo nel miglioramento delle relazioni tra Italia e America. Nel settembre 2005, è stata nominata per ricevere una stella sull'Hollywood Walk of Fame, pochi mesi prima della sua scomparsa all'età di novantotto anni.

## Filmografia parziale

### Cinema
- La vita è meravigliosa (It's a Wonderful LIfe), regia di Frank Capra (1946)
- Vecchia California (California), regia di John Farrow (1947)
- Alta marea (High Tide), regia di John Reinhardt (1947)
- La grande conquista (Tycoon), regia di Richard Wallace (1947)
- La tigre del Kumaon (Man-Eater of Kumaon), regia di Byron Haskin (1948)
- I bassifondi di San Francisco (Knock on Any Door), regia di Nicholas Ray (1949)
- Stanotte sorgerà il sole (We Were Strangers), regia di John Huston (1949)
- Linciaggio (The Lawless), regia di Joseph Losey (1950)
- Il grande Caruso (The Great Caruso), regia di Richard Thorpe (1951)
- La vendicatrice dei sioux (Rose of Cimarron), regia di Harry Keller (1952)
- L'assedio degli Apaches (Apache War Smoke), regia di Harold F. Kress (1952)
- Il giustiziere dei tropici (Tropic Zone), regia di Lewis R. Foster (1953)
- I pascoli d'oro (San Antone), regia di Joseph Kane (1953)
- Occhio alla palla (The Caddy), regia di Norman Taurog (1953)
- La carica dei Kyber (King of the Khyber Rifles), regia di  Henry King (1953)
- I due capitani (The Far Horizons), regia di Rudolph Maté (1955)
- Alamo (The Last Command), regia di Frank Lloyd (1955)
- Gli implacabili (The Tall Men), regia di Raoul Walsh (1955)
- Quadriglia d'amore (Anything Goes), regia di Robert Lewis (1956)
- I violenti (Three Violent People), regia di Rudolph Maté (1956)
- Combattimento ai pozzi apache (Duel at Apache Wells), regia di Joseph Kane (1957)
- Furia infernale (The Unholy Wife), regia di John Farrow (1957)
- Mezzanotte a San Francisco (The Midnight Story), regia di Joseph Pevney (1957)
- I fratelli Rico (The Brothers Rico), regia di Phil Karlson (1957)
- La vera storia di Lucky Welsh (Showdown at Boot Hill), regia di Gene Fowler Jr. (1958)
- Il ritorno dell'assassino (Jet Over the Atlantic), regia di Byron Haskin (1959)
- Testa o croce (The George Raft Story), regia di Joseph M. Newman (1961)
- Duello a Thunder Rock (Stage to Thunder Rock), regia di William F. Claxton (1964)
- Le 7 facce del Dr. Lao (7 Faces of Dr. Lao), regia di George Pal (1964)
- La trappola mortale (The Money Trap), regia di Burt Kennedy (1965)
- La TV ha i suoi primati (The Barefoot Executive), regia di Robert Butler (1971)
- Pastasciutta... amore mio! (Fatso), regia di Anne Bancroft (1980)

### Televisione
- TV Reader's Digest – serie TV, episodio 2x10 (1955)
- The 20th Century-Fox Hour – serie TV, episodio 1x08 (1956)
- Telephone Time – serie TV, episodio 1x11 (1956)
- Celebrity Playhouse – serie TV, episodio 1x22 (1956)
- Navy Log – serie TV, episodio 2x07 (1956)
- Panico (Panic!) – serie TV, episodio 1x07 (1957)
- L'uomo ombra (The Thin Man) – serie TV, episodio 1x19 (1958)
- Westinghouse Desilu Playhouse – serie TV, episodio 2x01 (1959)
- I detectives (The Detectives) – serie TV, episodio 1x12 (1960)
- General Electric Theater – serie TV, episodio 8x22 (1960)
- Gli uomini della prateria (Rawhide) – serie TV, episodio 2x26 (1960)
- Bonanza – serie TV, episodio 1x31 (1960)
- Thriller – serie TV, episodio 1x06 (1960)
- Ricercato vivo o morto (Wanted: Dead or Alive) – serie TV, episodio 3x07 (1960)
- Lock Up – serie TV, episodio 2x17 (1961)
- Scacco matto (Checkmate) – serie TV, episodio 1x29 (1961)
- Hawaiian Eye – serie TV, episodio 4x09 (1962)
- Going My Way – serie TV, episodi 1x01-1x23 (1962-1963)
- The Gallant Men – serie TV, episodio 1x26 (1963)
- Mr. Novak – serie TV, episodio 1x21 (1964)
- Ben Casey – serie TV, episodio 4x27 (1965)
- Ai confini dell'Arizona (The High Chaparral) – serie TV, episodio 3x02 (1969)
- Le strade di San Francisco (The Streets of San Francisco) – serie TV, episodio 2x08 (1973)
- Quincy (Quincy, M.E.) – serie TV, episodio 3x14 (1978)
- Tutti amano Raymond (Everybody Loves Raymond) – serie TV, episodio 2x14 (1998)